# Саїна Шапагатова
Саї́на Шапага́това (каз. Сайын Шапағатов) — село у складі Тупкараганського району Мангистауської області Казахстану. Адміністративний центр та єдиний населений пункт сільського округу Саїна Шапагатова.
У радянські часи село називалось Сегенди, Караманди та до 2004 року — Тельман.
Населення — 8947 осіб (2021; 1366 у 2009, 385 у 1999, 416 у 1989).